# Nikaraguański język migowy
Nikaraguański język migowy, ISN (hiszp. Idioma de Señas de Nicaragua) – język migowy, który w dużej mierze został spontanicznie stworzony przez głuche dzieci w szkołach w zachodniej Nikaragui w latach 70. i 80. XX wieku. Obiekt zainteresowania lingwistów z powodu możliwości zbadania początków nowego języka.
Nikaraguański język migowy jest współczesnym przykładem rozwijającego się języka migowego społeczności migowej. Uczeni opisywali ten sposób komunikacji jako pełen osobliwości, ale rządzony tą samą „uniwersalną gramatyką”, która konstruuje cały język.

## Geneza
Kiedy Sandinistowski Front Wyzwolenia Narodowego zdobył władzę po rewolucji Sandinisty w 1979 r., rozpoczął „krucjatę umiejętności czytania”. Nikaragua zaczęła zapewniać podstawowe wykształcenie wszystkim obywatelom. Jedną z inicjatyw było otwarcie w 1977 roku pierwszej publicznej szkoły dla osób niesłyszących – Melania Morales Special Education Centre w Barrio San Judas w Managui.
Ta zmiana wyciągnęła czterysta zaniedbanych, głuchych dzieci i młodzież z izolacji w domu do dwóch szkół w Managui. Po raz pierwszy uczyli się oni, jak czytać, pisać i mówić po hiszpańsku. Głuche dzieci, które wcześniej mieszkały ze swoimi słyszącymi rodzinami w odległych częściach wsi, zostały sprowadzone do miasta, aby mogły uczęszczać do tutejszej szkoły. Chociaż program nauczania wykluczał miganie, uczniowie po raz pierwszy poznali inne głuche osoby.
Przed kontaktem z innymi głuchymi dziećmi nie miały wykształconej gramatyki ani składni – jedynie prymitywne znaki gestykulacyjne (znaki domowe), które rozwinęły się w ich rodzinach. Te pantomimy, których niesłyszące dzieci używały do komunikowania podstawowych potrzeb, takich jak „jeść”, „pić” i „lody”, nazywane były po hiszpańsku mimikami. Większość dzieci przybyłych do Managui miała ich ograniczony zasób.
15-20 głuchych dzieci zapisywało się do szkoły w Managui co roku. W 1997 r. według oficjalnych danych społeczność liczyła trzy tysiące osób.
W ciągu dwóch dziesięcioleci powstał nowy wspólny język migowy poprzez przenikanie się różnych systemów znaków: domowych systemów znaków dla niesłyszących dzieci, kilku przypadków niesłyszącego rodzeństwa dzielących język migowy w rodzinie oraz ewentualnie wkładu użytkowników ustalonych języków migowych z Europy i Ameryki Północnej, którzy odwiedzili szkołę.
Nikaraguański język migowy wcale nie przypominał hiszpańskiego. Nauczyciele z Managui twierdzili, że nie pozostawili prawie żadnego śladu na improwizowanym języku dzieci – głównie dlatego, że brak doświadczenia doprowadził ich do przyjęcia złej pedagogiki: kiedy szkoły zostały otwarte, sowieccy doradcy niesłusznie nalegali na Sandinistę, by przyjęła „alfabet palcowy”. Sprowadzeni z Europy nauczyciele uczyli dzieci mowy i czytania z ust po hiszpańsku. To podejście okazało się niesłuszne, ponieważ uczniowie nie znali pojęcia słów (i liter), przez co próba porozumiewania się w ten sposób okazała się bezowocna: dzieci pozostały językowo niepowiązane ze swoimi nauczycielami.
Nauczyciele zaczęli zauważać, że chociaż dzieci ledwo potrafiły komunikować się ze swoimi instruktorami, zaczęły komunikować się między sobą, używając systemu znaków, którego żaden nauczyciel nie rozpoznał, błędnie myślano, że to pantomina lub mimika.
W czerwcu 1986 r. Ministerstwo Edukacji Nikaragui skontaktowało się z Judy Shepard-Kegl, 33-letnią wówczas amerykańską ekspertką w dziedzinie języka migowego na Northeastern University. Urzędnicy chcieli, żeby jako konsultantka ds. edukacji niesłyszących zbadała gesty, jakie widzieli u uczniów z upośledzeniem słuchu.

## Badania
„Widziałam język. Widziałam gramatykę. To było oczywiste” – powiedziała Shepard-Kegl, obecnie światowej sławy badaczka i profesorka lingwistyki na University of Southern Maine, której przełomowa praca dokumentowała pojawienie się nikaraguańskiego języka migowego w latach 80. XX wieku.
Shepard-Kegl widziała w 1986 r. połączenie podstawowych systemów znaków i gestów, które każde niesłyszące dziecko opracowało w celu komunikowania się z członkami rodziny i przyjaciółmi w domu. Zrozumiała, że obserwuje spontaniczny rozwój zupełnie nowego języka, co nigdy wcześniej nie zostało udokumentowane.
„16-latkowie sprawnie migali, a młodsze dzieci były jeszcze bardziej płynne” – wspominała Shepard-Kegl. „Te dzieci tworzyły język. W tym momencie zdałam sobie sprawę, że muszę udokumentować to, co się działo”.

### Lekcja pierwsza
Pierwszym jej przystankiem była Villa Libertad, szkoła zawodowa dla niesłyszących nastolatków. Kegl postanowiła stworzyć podstawowy słownik znaków używanych przez małą grupę nastolatek w warsztacie fryzjerskim. Niektóre znaki były dość oczywiste: przedmioty takie jak „pinceta do brwi” i „lokówki” zostały migane poprzez naśladowanie samych rzeczy. Ale pewnego dnia studentka żartobliwie przetestowała na niej bardziej skomplikowany znak. Najpierw położyła lewą dłoń płasko; następnie, używając prawej ręki, przesunęła linię od środkowego palca do podstawy dłoni, obracając prawą rękę i wskazując poniżej pasa. W wyniku chichotu dziewczyny Kegl domyśliła się, że znak ten oznacza „podpaskę higieniczną”.
Po kilku dniach Kegl opanowała znak „dom” i mógł połączyć go z typowym dla Nikaragui gestem „Co słychać?” – silnym zmarszczeniem nosa – aby zapytać niesłyszących uczniów, gdzie mieszkają. Każdy uczeń w odpowiedzi tworzył serię skomplikowanych, ale pozornie bezsensownych zawijasów dłonią. Dopiero później Kegl odkryła, że te migania były w rzeczywistości dokładnymi opisami labiryntowych tras autobusowych Managui. Gramatyka leżąca u podstaw tego tajemniczego systemu znaków całkowicie jej umykała. „Czułam się, jakbym zawiodła jako językoznawczyni. Nie mogłam znaleźć spójnych prawidłowości”.

### Lekcja druga
Trzy tygodnie później Kegl przeniosła się do szkoły podstawowej, San Judas, gdzie uczyły się młodsze dzieci. Pierwszego dnia zauważyła młodą dziewczynę, Mayelę Rivas migającą na dziedzińcu. Jej gesty były szybkie i miały rytmiczną spójność. Kegl wyczuła, że Mayela nie tylko miga prymitywne mimiki lub rodzaj miganego pidżyna praktykowanego przez starszych uczniów w Villa Libertad. Językoznawczyni stwierdziła, że ta dziewczyna używała jakiegoś zbioru zasad. Ann Senghas, asystentka Kegl, określiła to jako „sen lingwisty; jak obecność podczas Wielkiego Wybuchu”.

### Lingwistyka

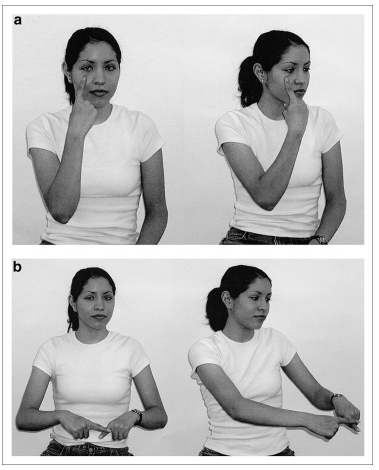
„Patrz” (a) i „Zapłać” (b), zamigane w neutralnym kierunku i przestrzennie modulowane po lewej stronie osoby migającej

Aby rozwikłać kod używany przez młodsze dzieci z San Judas, Kegl kazała im opowiadać o Mr Koumal, popularnej czeskiej kreskówce. Aby odnieść się do zawartości książki z obrazkami, dzieci potrzebowały różnych konstrukcji składniowych i poczucia czasownika.
Młodsze dzieci używały znaków w bardziej szczegółowy sposób niż starsi uczniowie. Na przykład starsi migacze pidżin z Villa Libertad wykonywali podstawowy gest „mówić” – otwierając i zamykając cztery palce i kciuk przed ustami. Młodsze dzieci używały tego samego znaku, ale modulowały go, otwierając palce w pozycji mówcy i zamykając je w pozycji adresata – była to kongruencja czasownika.
Podobnie młodsze dzieci mogły wyrazić to, co lingwiści nazywają „porozumieniem przestrzennym” (spatial agreement). Kiedy używały czasownika „upaść”, wiązały upadek z tym, co spadało. Ci niuansowi migający najpierw podnosili jedną rękę w powietrze, co oznaczało „szczyt góry”, a następnie zaczynali znak „upadku” z tej wysokości, obracając dłoń w przód i w tył, przesuwając ją w dół po wyobrażonym zboczu.
Czasowniki mogą być również rozciągane w celu uwzględnienia wszystkich rodzajów rzeczowników i przyimków.

Przyimki w Nikaraguańskim Języku Migowym działają podobnie jak czasowniki. Stąd, gdy mówiący powiedziałby: „Filiżanka jest na stole” (The cup is on the table), migający z Nikaragui zamigałby coś w stylu „Stół filiżankę na” (Table cup ons). Czasowniki i przyimki są zatem zmienne w sposób, który przypomina tylko kilka języków mówionych, takich jak nawaho. 

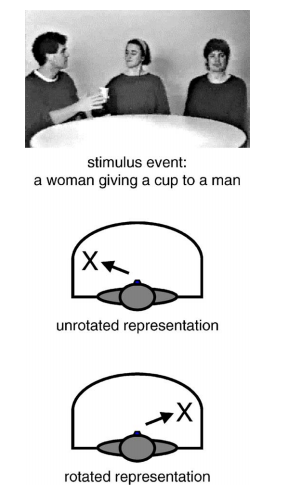
Ilustracja nieobróconego i obróconego przedstawienia dawania. Lokalizacja jest tożsama z lokalizacją człowieka wykonującego czynność, aby ukazać obróconą reprezentację

### Ewolucja
Według teorii Kegl, pierwotna grupa, która wyniosła umiejętność migania z domu, wymyśliła między sobą elementarny pidżin, znany językoznawcom jako Lenguaje de Signos Nicaragense. Było to stosunkowo prymitywne miganie, które zaobserwowano wśród starszych uczniów. Następnie dzieci w wieku 5 lub 6 lat wchodziły do systemu szkolnego. Szybko opanowywali pidżin od swoich starszych rówieśników, a następnie nieświadomie rozwijali go. Ta druga wersja była szybkim zorganizowanym językiem, który Kegl widziała z palców Mayeli Rivas. Stało się to znane jako Nikaraguański Język Migowy. Te trzy zupełnie różne poziomy – znaki domowe, lenguaje i ISN – reprezentują etapy ewolucji, od pantomimy przez pidżin po język.
Kegl porównuje proces ewolucji do pola kamieni czekającego na przekształcenie w ogrodzenie. „Kamienie” w tym przypadku pochodziły z systemu gestów używanego przez nikaraguańczyków w codziennym życiu. Pierwsze znaki „jeść” i „pić” były podobne do tych używanych przez osoby słyszące: płaska ręka z palcami wyginanymi w przód i w tył przed ustami w celu „jedzenia”; gestykulacja kciukiem w kierunku ust dla „picia”. Gesty te stają się stopniowo bogatsze i bardziej zróżnicowane. Gramatyka jest wewnątrz dziecka, gdy jest ono nastawione na coraz bogatszą mieszankę szans i celów. Ta zdolność organizacji leży, według badaczki, w samym mózgu i jest stymulowana przez interakcję z innymi dziećmi.
Zaobserwowano, jak dzieci dochodzą do pewnego rodzaju nieświadomego konsensusu co do tego, które znaki zastosować, a które porzucić. Możliwe, że najmłodsze dzieci inaczej filtrują wokół siebie mieszaninę językową, a następnie przekazują swoje wynalazki, deformacje i dodatki z powrotem większej grupie. W ten sposób nowe słowa wchodzą do słownika. Nie ma dominującego samca alfa: każde dziecko tworzy swego rodzaju indywidualny dialekt, który jest następnie łączony z innymi w procesie, który nie został jeszcze zrozumiany.
„Żaden językoznawca nie byłby w stanie stworzyć języka w połowie tak złożonego, jaki mógłby stworzyć 4-latek” – stwierdziła Judy Shepard-Kegl.

## Imperializm, izolacja i etyka
Od początku swoich badań w Nikaragui w 1986 r. aż do ustanowienia nikaraguańskiego języka migowego, Judy Shepard-Kegl unikała wprowadzania języków migowych, które znała, w szczególności amerykańskiego języka migowego, wśród osób niesłyszących w Nikaragui.
Poruszano kwestię etyczną studiowania narodzin języka bez wpływania na niego. Niektórzy lingwiści i rzecznicy osób niedosłyszących skrytykowali Shepard-Kegl za to, że nie wprowadziła uczniom bardziej ugruntowanego systemu znaków, takiego jak amerykański język migowy. Krytycy tacy jak Felicia Ackerman, zakwestionowali etykę izolacji dzieci z Nikaragui. Felicia Ackerman na łamach „New York Times” porównała badaczkę do Josefa Mengele zarzucając, że Shepard-Kegl „wolała zabić perspektywy życiowe tych dzieci”. Niemniej podejście obserwacyjne badaczki nadal napędza badania terenowe w Nikaragui i Peru.
Shepard-Kegl odpiera zarzuty, że starała się stworzyć nienaturalne środowisko laboratoryjne, by rozwinąć karierę; broni swojej decyzji pozostania badaczką-purystką dokumentującą pojawienie się języka bez wpływania na niego w jakikolwiek sposób. „Nie chciałam zanieczyszczać tego, co już tam się działo” – powiedziała Shepard-Kegl. Nie chciałam brać udziału w imperializmie językowym promowania amerykańskiego języka migowego na całym świecie. Nie chciałam ingerować w rozwój ich kultury”.

### Zmiany języka
W 1992 r. nikaraguański język migowy zaczął ewoluować i rozrastać się, gdy jego użytkownicy zaczęli wchodzić w interakcje z innymi osobami niesłyszącymi i słyszącymi na całym świecie. Jak każdy język, zaczął pożyczać z innych, ostatnio dzięki komunikacji internetowej i wideo czatom.
Geopolityczna izolacja Nikaragui uniemożliwiła początkowo Amerykańskiemu Językowi Migowemu wejście do kraju. Pozwoliło to nie tylko na niezależne stworzenie Nikaraguańskiego Języka Migowego, ale pomogło przetrwać rodzącej się formie komunikacji.

## Prace naukowe

### Język
W pracy naukowej z dwoma współautorami, Ann Senghas z Columbia University, która spędziła lata studiując język migowy w Nikaragui, wyjaśnia, dlaczego można go teraz nazwać pełnoprawnym językiem, a nie tylko serią gestów. Autorzy porównują znaki niesłyszących użytkowników z gestami ręki, których używają słyszący Nikaraguańczycy.
Na przykład gdy słyszący Nikaraguańczyk mówi (po hiszpańsku) „staczanie się”, może zilustrować swój opis, wyznaczając dłonią opadającą spiralnym ruchem trajektorię. Jednak obyty użytkownik nikaraguańskiego języka migowego przekaże tę samą akcję za pomocą dwóch oddzielnych znaków dłoni – kolistym ruchem dla „toczenia”, a następnie ruchem ręki w dół dla stwierdzenia „w dół”. To oddzielenie dwóch części akcji – sposobu i kierunku – pozwala użytkownikom języka migowego złożyć części w celu przekazania innych znaczeń, podobnie jak mówcy mogą łączyć słowa, aby tworzyć różne frazy; właśnie z tego stworzony jest język.
Wraz ze znakami opracowano składnię. Niektórzy z najmłodszych użytkowników języka migowego w Nikaragui, którzy używają najbardziej złożonej formy języka, stosują konstrukcję A-B-A; podpisują „przewijanie w dół”, aby pokazać, że przewijanie odbywa się w dół (w przeciwieństwie do toczenia, a następnie opadania) lub „kot wspinać się kot”, aby wskazać, że kot się wspina.
Takie hierarchiczne kombinacje są kluczowe, umożliwiają tworzenie nieskończonego zestawu wypowiedzi ze skończonym zestawem elementów. Zatem pojawienie się tej konstrukcji w tym języku stanowi przejście od ekspresji gestopodobnej do ekspresji językowej.
Marie Coppola, badaczka z tytułem doktora na Uniwersytecie w Chicago, która współpracowała z Senghas przy badaniach, zaznaczyła, że dzieci, które wynalazły nikaraguański język migowy, wywodzą się z kultury, która lubi używać rąk w rozmowach.
Naukowcy nauczyli się odróżniać podstawowy system pierwszych użytkowników języka migowego w latach 80. od bardziej rozbudowanego systemu obecnego pokolenia, dzięki czemu mogą śledzić rozwój języka.

### Świadomość przestrzenna a język
Badanie Jennie Pyers z Wellesley College wyjaśniła na podstawie użytkowników ISN, jak język kształtuje myśli. Badając dzieci, które nauczyły się ISN na różnych etapach jego rozwoju, Pyers wykazała, że przyswajane przez nich słownictwo wpływa na ich sposób myślenia. W szczególności ci, którzy nauczyli się ISN przed rozwinięciem określonych gestów dla lewej i prawej strony, wypadli gorzej w teście świadomości przestrzennej niż ci, którzy dorastali, wiedząc, jak określać te kwestie. Specyficzne warunki przyswajania tego języka sprawiają, że badanie tej hipotezy jest obarczone mniejszą liczbą możliwych zakłóceń.

### Rozwój kultury języka
Pierwszy słownik ISN został opublikowany w 1996 roku, pierwsi tłumacze pojawili się w 2004.

### Wnioski
Nikaraguański Język Migowy to „pierwszy raz, kiedy rzeczywiście widzieliśmy język tworzony z niczego”, powiedział Steven Pinker w 1999 roku. Autor „The Language Instinct” użył tego języka jako dowodu do stwierdzenia, że składniki języka znajdują się w naturze, a nie w wychowaniu, przyswajanie języka jest trwale wbudowana w ludzkim mózgu.
Zdaniem autorów artykułu, nikaraguański język migowy pokazuje, że „właściwości [języka] mogą powstać naturalnie jako produkt mechanizmów uczenia się języków, nawet jeśli nie są one dostępne w otaczającym środowisku”.

## Przykładowe znaki
Znak dla prezydenta Daniela Ortegi, który nosi charakterystyczny zegarek Rolex: stukanie w nadgarstek. Fidel Castro jest migany przez apodyktyczne machanie palcem w połączeniu ze znakiem V oddalającym się od ust, jakby palił cygaro. Aby powiedzieć „Donald Trump”, wykonuje się gest wskazujący na szarfę prezydencką, a następnie wygładza włosy na czole.

## Fundacja
Mąż badaczki Shepard-Kegl, James, realizuje w ramach Nikaraguan Sign Language Projects organizację non-profit, która pomogła założyć i przeszkolić nauczycieli w czterech szkołach dla osób niesłyszących w Nikaragui. Teraz zapewnia uczniom i nauczycielom materiały do czytania języka migowego w Nikaragui oraz podręczniki gramatyczne, które przedstawiają ponad 1200 znaków dla artykułów gospodarstwa domowego, odzieży, technologii, transportu, emocji, rządów, potrzeb medycznych i innych terminów. „Interweniujemy, aby przynieść korzyści niesłyszącej społeczności Nikaragui. Mam nadzieję opuścić ten świat lepszym, niż go zastaliśmy” – stwierdził.